# Eois fragilis
Eois fragilis är en fjärilsart som beskrevs av W. Warren 1900. Eois fragilis ingår i släktet Eois och familjen mätare. Inga underarter finns listade i Catalogue of Life.